# サマルカンド銀行

サマルカンド銀行（サマルカンドぎんこう、英語: Samarkand Bank、ロシア語: Самарканд банк）はウズベキスタンのサマルカンドに本店を置く銀行である。

## 概要
サマルカンド銀行は2000年に設立された。2008年、サマルカンド銀行はオープン・ジョイント・ストック・バンク（OJSB、ОАКБ）へと移行し、正式名称はOJSCB（オープン・ジョイント・ストック・コマーシャル・バンク）サマルカンドとなった。
サマルカンド銀行は市中銀行として個人・法人両方の顧客に対し金融サービスを行なっている。銀行の主要株主にしめる割合は、法人が72.98%、個人株主が27.02%となっている。代表取締役は2008年9月17日よりバフティヤール・アブドゥラエフが務めている。
サマルカンド銀行ではインターネットバンキング（SAM.online）も取り扱っている。銀行の顧客数は法人が548以上、個人が4269人以上となっている。サマルカンド銀行はサマルカンドに2つの支店を持つ他、フェルガナと首都タシュケントにも支店を有する。また、子会社として、リース会社の「サマルカンド・リース」と証券会社の「マクロ・キャピタル」を有する。2011年1月1日時点の従業員数は86人となっている。
また、サマルカンド銀行はサマルカンドに本校を置くサマルカンド・バンク・カレッジにもウズベキスタン共和国中央銀行やウズベキスタン国立銀行などとともに出資している。